# Grosse Pointe (plaats)
Grosse Pointe is een plaats (city) in de Amerikaanse staat Michigan, en valt bestuurlijk gezien onder Wayne County.

## Demografie
Bij de volkstelling in 2000 werd het aantal inwoners vastgesteld op 5670.
In 2010 is het aantal inwoners door het United States Census Bureau geschat op 5421.

## Geografie
Volgens het United States Census Bureau beslaat de plaats een oppervlakte van 5,9 km², waarvan 2,8 km² land en 3,1 km² water. Grosse Pointe ligt op ongeveer 189 m boven zeeniveau.

## Plaatsen in de nabije omgeving
De onderstaande figuur toont nabijgelegen plaatsen in een straal van 8 km rond Grosse Pointe.

## Geboren
- Julie Harris (1925-2013), actrice
- Lisa LoCicero (1970), actrice
- Gregg Alexander (1970), singer-songwriter (onder meer frontman van de New Radicals) en muziekproducer
- Matt Letscher (1970), acteur
- John Lowery (John 5) (1971), gitarist (onder meer bij David Lee Roth, Marilyn Manson en Rob Zombie)
- Steven Crowder (1987), politiek commentator
- Gabby DeLoof (1996), zwemster